# Rue du Président-Carnot
La rue du Président-Carnot est une rue de la Presqu'île de Lyon. Elle fait le lien entre la place de la République et le pont Lafayette. La rue se situe dans le 2e arrondissement.

## Odonymie
Cette nouvelle rue est nommée en l'honneur de Marie François Sadi Carnot, président de la IIIe République, assassiné rue de la République le 24 juin 1894, à proximité de la rue. Le nom est attribué le 24 juillet 1894, par délibération municipale.

## Histoire

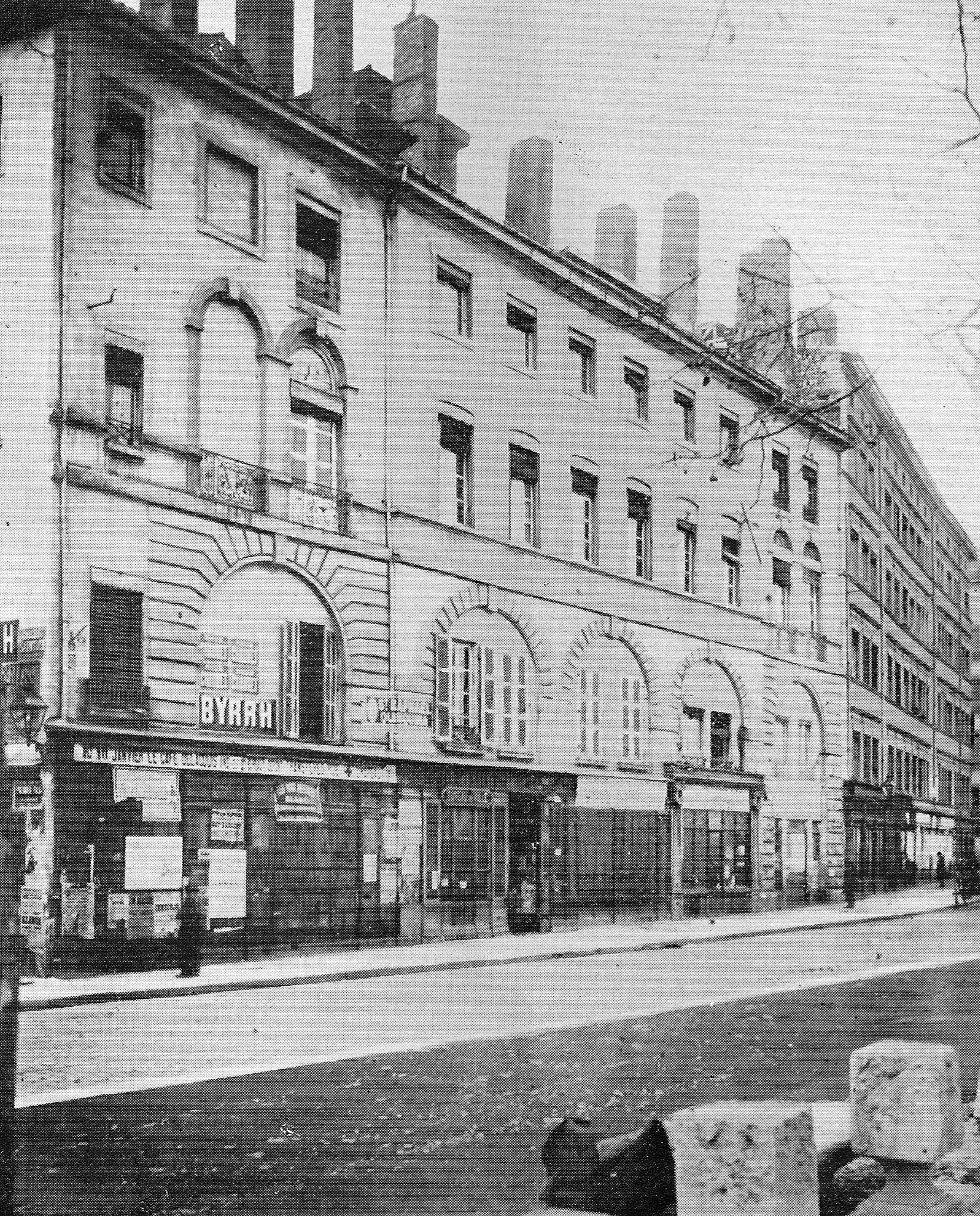
Façade du couvent des Cordeliers sur le Rhône vers 1880, avant la destruction de l'îlot pour permettre le percement de la rue du Président-Carnot

Cette rue n'a pas été percée, comme les autres voies alentour (notamment la place de la République), par le préfet Claude-Marius Vaïsse dans les années 1850-1860, pendant le Second Empire. Elle est percée à partir de 1890 sous IIIe République dans le cadre de l'aménagement du quartier Grôlée, dont la rue du Président-Carnot est l'axe central. Le percement de la rue nécessite la destruction en 1891 du mont-de-piété, construit en 1811 au chevet de l'église Saint-Bonaventure, et la disparition de la place Confalon. Elle entraîne également la disparition des rues de Pavie et Meissonnier, qui reliaient la rue Saint-Bonaventure à la rue Symphorien Champier,, ; à cette occasion, sont détruits les derniers vestiges des bâtiments conventuels du couvent des Cordeliers, situés sur le quai de l'Hôpital (actuel quai Jules-Courmont). 
Les Grands magasins des Cordeliers sont implantés en 1895 dans l'îlot compris entre la rue du Président-Carnot et la place des Cordeliers. En 1919, les Galeries Lafayette reprennent le bâtiment et l'agrandissent en 1925. Depuis le départ des Galeries Lafayette, plusieurs enseignes (Saturn, Boulanger) se sont succédé.
Afin de redynamiser le secteur, la ville de Lyon vend en 2004 dix immeubles haussmanniens des rues Grôlée et Carnot à un fonds américain. Mais les pieds d'immeubles sont revendus plusieurs fois et les premiers projets de commercialisation n'aboutissent pas avant 2017-2018,.

## Activités
- Commerces
- Activités de bureaux